# Митино (хутор, Сергиево-Посадский район)
Митино — хутор в Сергиево-Посадском районе Московской области России, входит в состав городского поселения Хотьково, (1994—2006 гг. — административный центр Митинского сельского округа).

## Население
| 2002 | 2006 | 2010 |
| ---- | ---- | ---- |
| 61   | ↗64  | ↘54  |

## География
Хутор Митино расположен на севере Московской области, в юго-западной части Сергиево-Посадского района, примерно в 45 км к северу от Московской кольцевой автодороги и 10 км к западу от железнодорожной станции Сергиев Посад, по левому берегу реки Пажи бассейна Клязьмы.
В 7 км юго-восточнее хутора проходит Ярославское шоссе М8, в 16 км к югу — Московское малое кольцо А107, в 14 км к северу — Московское большое кольцо А108, в 29 км к западу — Дмитровское шоссе А104. В 0,5 км южнее — линия Ярославского направления Московской железной дороги. Ближайшие сельские населённые пункты — деревни Подушкино и Новоподушкино, ближайшая железнодорожная станция — Хотьково.